# گئورگی دیرلوگیان
گئورگی دیرلوگیان (روسی: Гео́ргий Матве́евич Дерлугья́н؛ زادهٔ ۲۵ اکتبر ۱۹۶۱) جامعه‌شناس و مورخ ارمنی‌تبار اهل روسیه-اوکراین است. تخصص او در خشونت‌های قومی، جنبش‌های چریکی و انقلاب‌ها، به ویژه در قفقاز، آسیای مرکزی و آفریقا، و نیز چالش جهانی شدن اقتصاد پس از جنگ سرد است. وی دکترین خود در رشته تاریخ در سال ۱۹۹۰ از آکادمی علوم روسیه کسب نموده‌است. دیرلوگیان در دانشگاه میشیگان، دانشگاه کرنل و دانشگاه نورت‌وسترن تدریس کرده‌است.